# Frederik Paulsen
Ej att förväxla med dennes far Frederik Paulsen Sr, grundare av Ferring.
Frederik Dag Arfst Paulsen, född den 30 oktober 1950 i Stockholm, är en svensk företagsledare och äventyrare. 

## Biografi
Frederik Paulsen, som är uppvuxen i Malmö, bedrev kemistudier vid Christian-Albrechts-Universität zu Kiel i Kiel i Tyskland och studier i företagsekonomi vid Lunds universitet och anställdes 1976 vid Ferring AB. Företaget grundades av Paulsens far Frederik Paulsen Sr på 1950-talet med inriktning på ett nytt fält: peptidhormoner. 1983 blev Frederik Paulsen Ferrings vd, en post som han behöll till 1998. Sedan dess har verksamheten expanderat, så att Ferringgruppen nu omfattar flera bolag som sysselsätter över 3 500 personer över hela världen och med en försäljning som 2008 uppgick till 865 miljoner euro.
Frederik Paulsen är bosatt i Lausanne. Han är sedan 2001 hedersdoktor vid Lunds tekniska högskola, LTH. Paulsen hade vid 2009 års slut en förmögenhet på ca 7 miljarder kr, vilket gör honom till Sveriges 18:e rikaste person.
Paulsen var den första människan i världen som besökte jordens åtta poler, en bedrift som fullbordades i januari 2013.